# Derendingen (Solothurn)
Derendingen is een gemeente en plaats in het Zwitserse kanton Solothurn en maakt deel uit van het district Wasseramt.
Derendingen telt 5979 inwoners (2005).

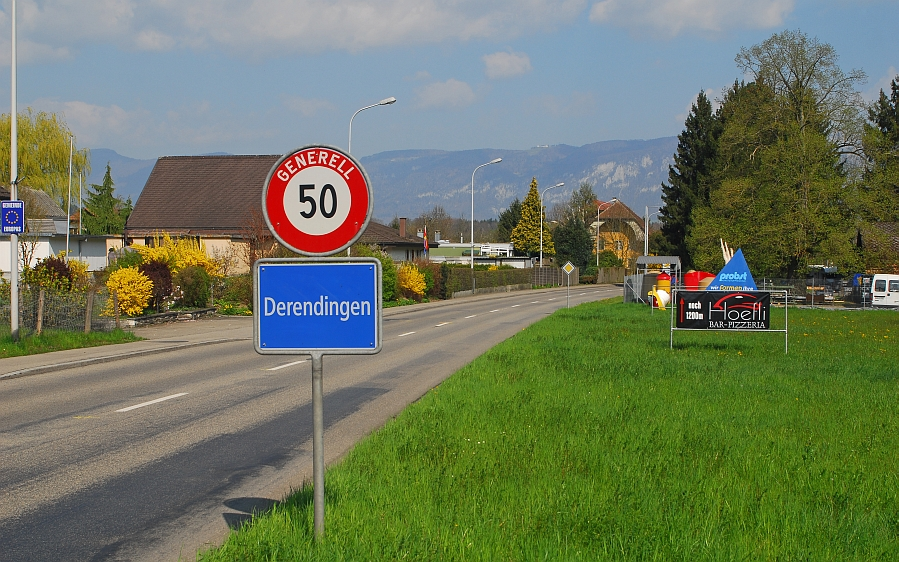
entrance to the village of Derendingen

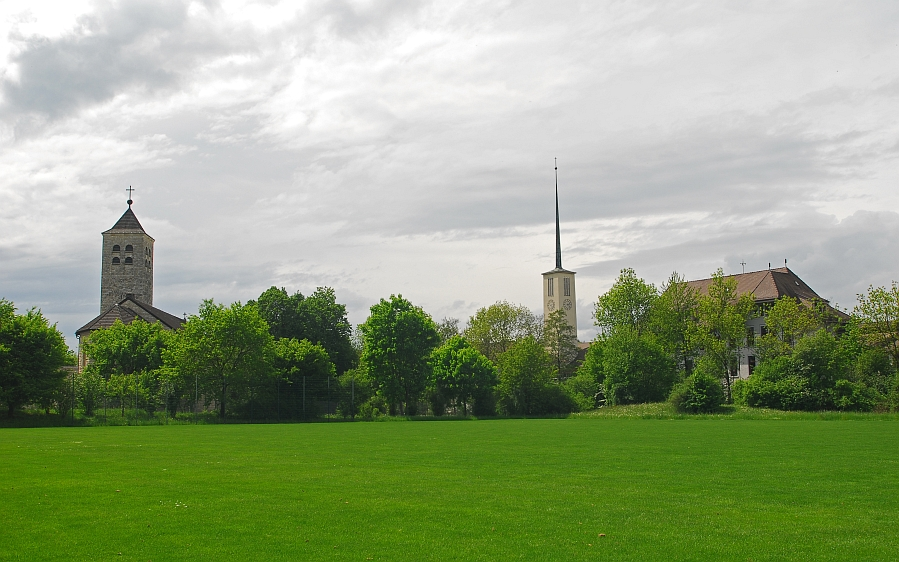
Roman Catholic and Evangelical Reformed Churches of Derendingen

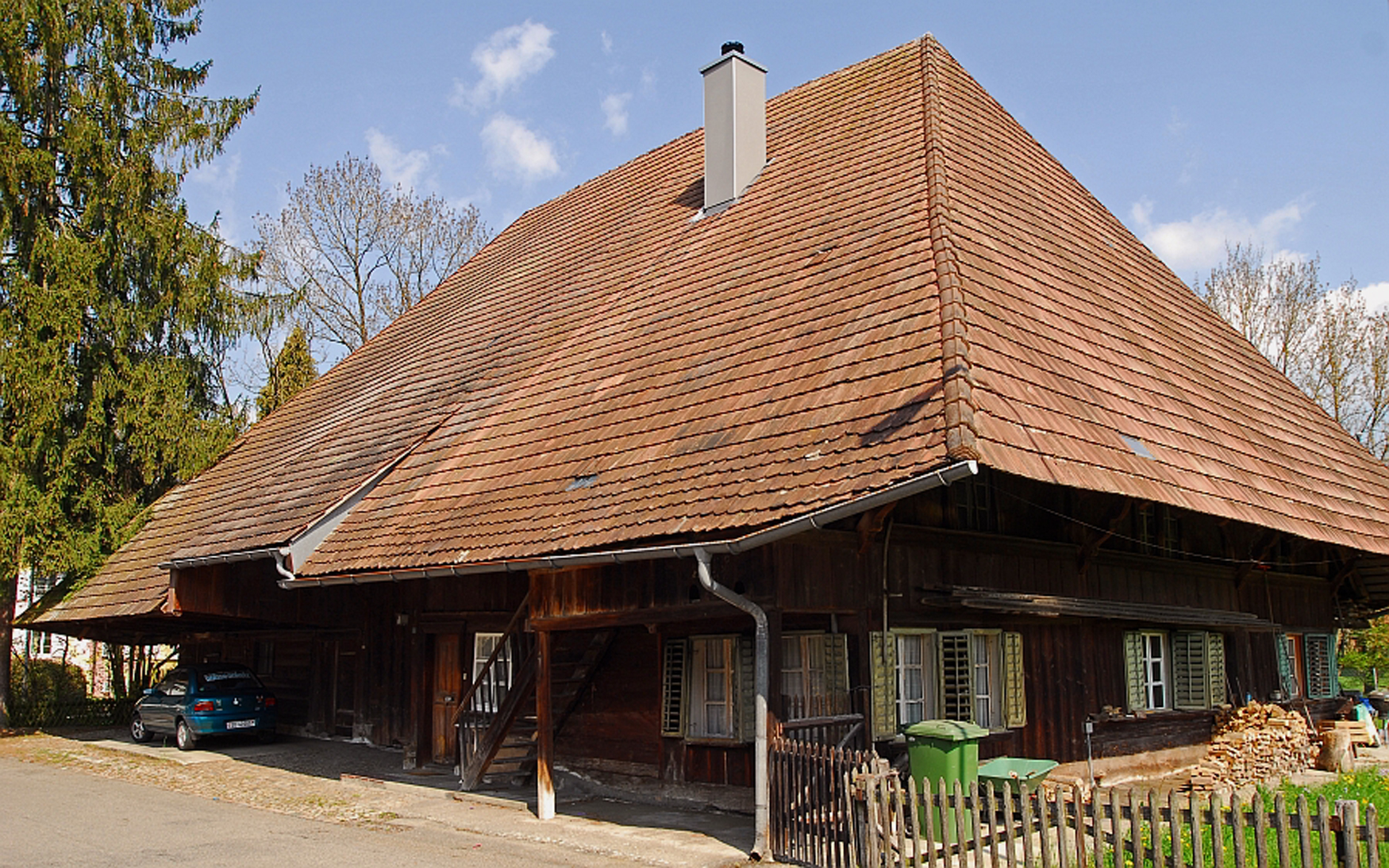
Derendingen SO - altes Hochstud- oder Alemannenhaus, genannt "Aebi Haus" oder "Aebi Hütte"

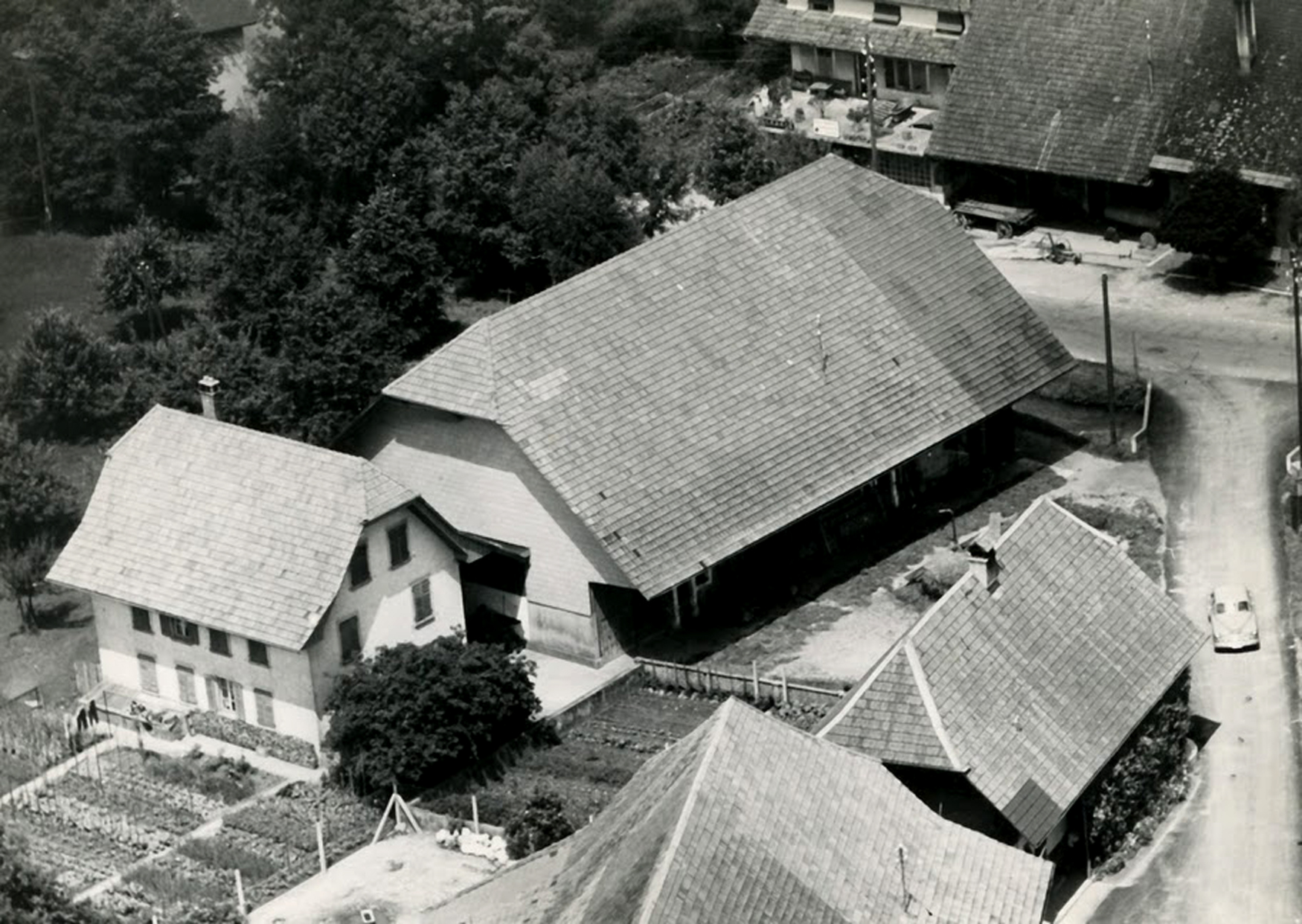
Derendingen SO, Kreuzung Biberiststrasse 2 und Hauptstrasse, Luftaufnahme von 1965

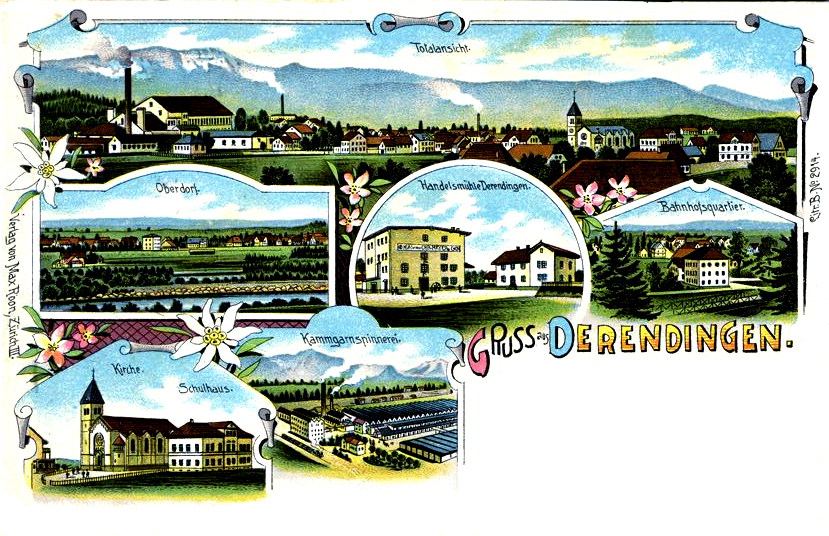
old postcard of Derendingen dated about 1920